# Sunae (métro de Séoul)
Sunae (hangeul : 수내 ; hanja : 藪內) est une station de passage de la ligne Suin–Bundang du métro de Séoul. Elle est située au 45 Hwangsaeul-ro, quartier Sunae-dong, dans l'arrondissement Bundang-gu de la ville Seongnam-si, sur le territoire de la province Gyeonggi-do, au sud-est de Séoul, en Corée du Sud.
Ouverte en 1994, la station est desservie par les rames omnibus qui circulent sur la ligne Suin–Bundang.

## Situation sur le réseau

Plan du réseau (2023)

Établie en souterrain, la station Sunae est une station de passage de la ligne Suin–Bundang du métro de Séoul. : elle est située entre la station Seohyeon, en direction du terminus nord Cheongnyangni, et la station Jeongja en direction du terminus ouest Incheon.

## Histoire
La station Sunae est mise en service le 1er septembre 1994 lors de l'ouverture à l'exploitation du prolongement de la ligne Bundang, de 18,5 km, entre Suseo et Ori,.
Elle est déjà une station de passage lors de la création de la ligne Suin–Bundang, le 12 septembre 2020, par la fusion de la ligne Bundang et de la ligne Suin, reliées par un nouveau tronçon complété par l'utilisation en commun d'un tronçon de la ligne 4 du métro de Séoul.

## Services aux voyageurs

### Accès et accueil
La station souterraine est située au 45 Hwangsaeul-ro, quartier Sunae-dong. Elle dispose de quatre bouches, numérotées de 1 à 4, situées de part et d'autre de l'axe de la station. Elle dispose de deux sous-sols d'une billetterie avec des automates pour les titres de transports et de divers autres commodités comme des toilettes. Des escaliers, escaliers mécaniques et ascenseurs permettent les circulations piétonnes entre la surface et les différents niveaux souterrains.

### Desserte
Sunae est desservie par les rames omnibus qui circulent sur la ligne Suin–Bundang. Elle dispose de deux quais latéraux équipés de portes palières.

Installations
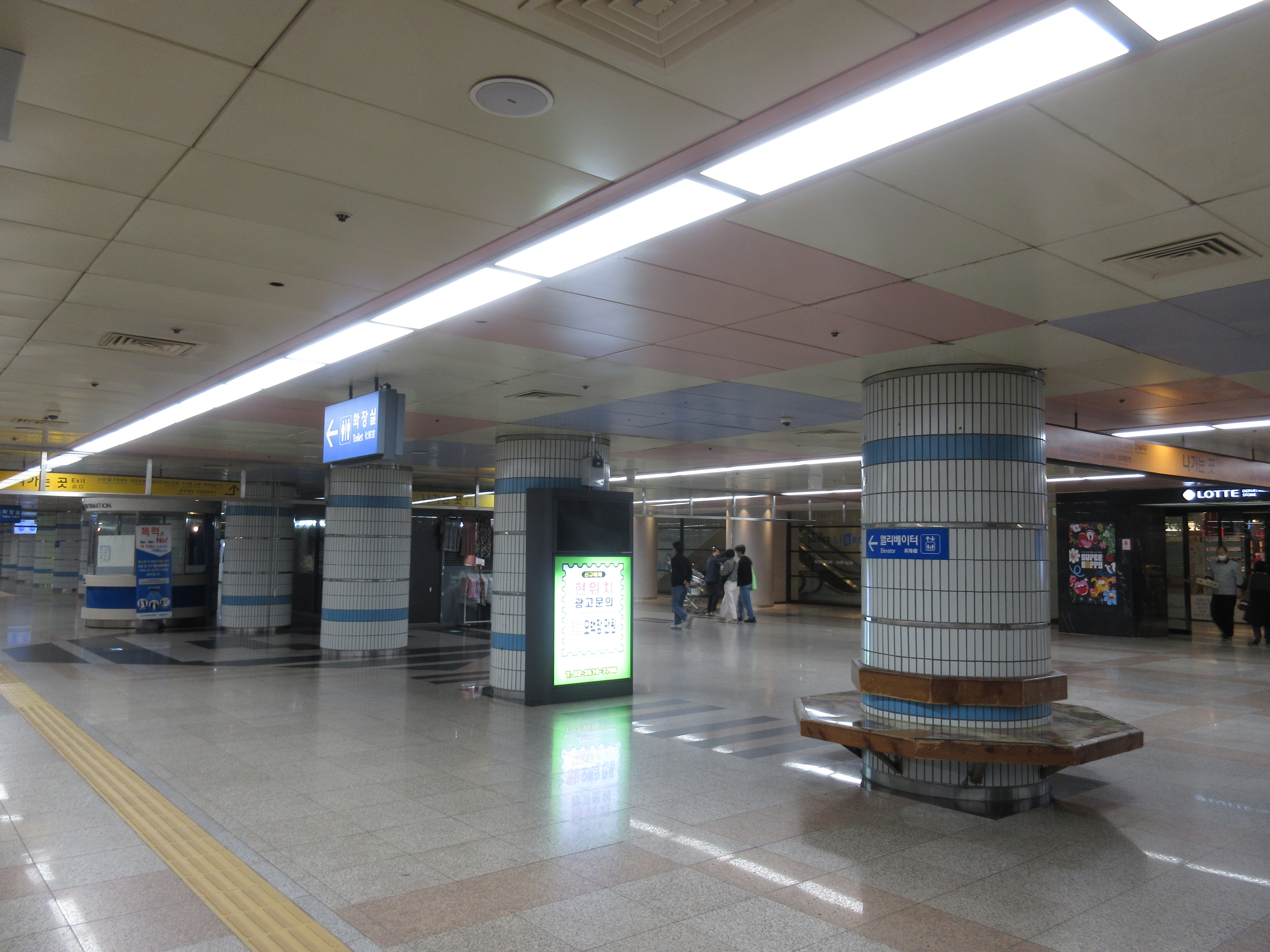
En 2022.
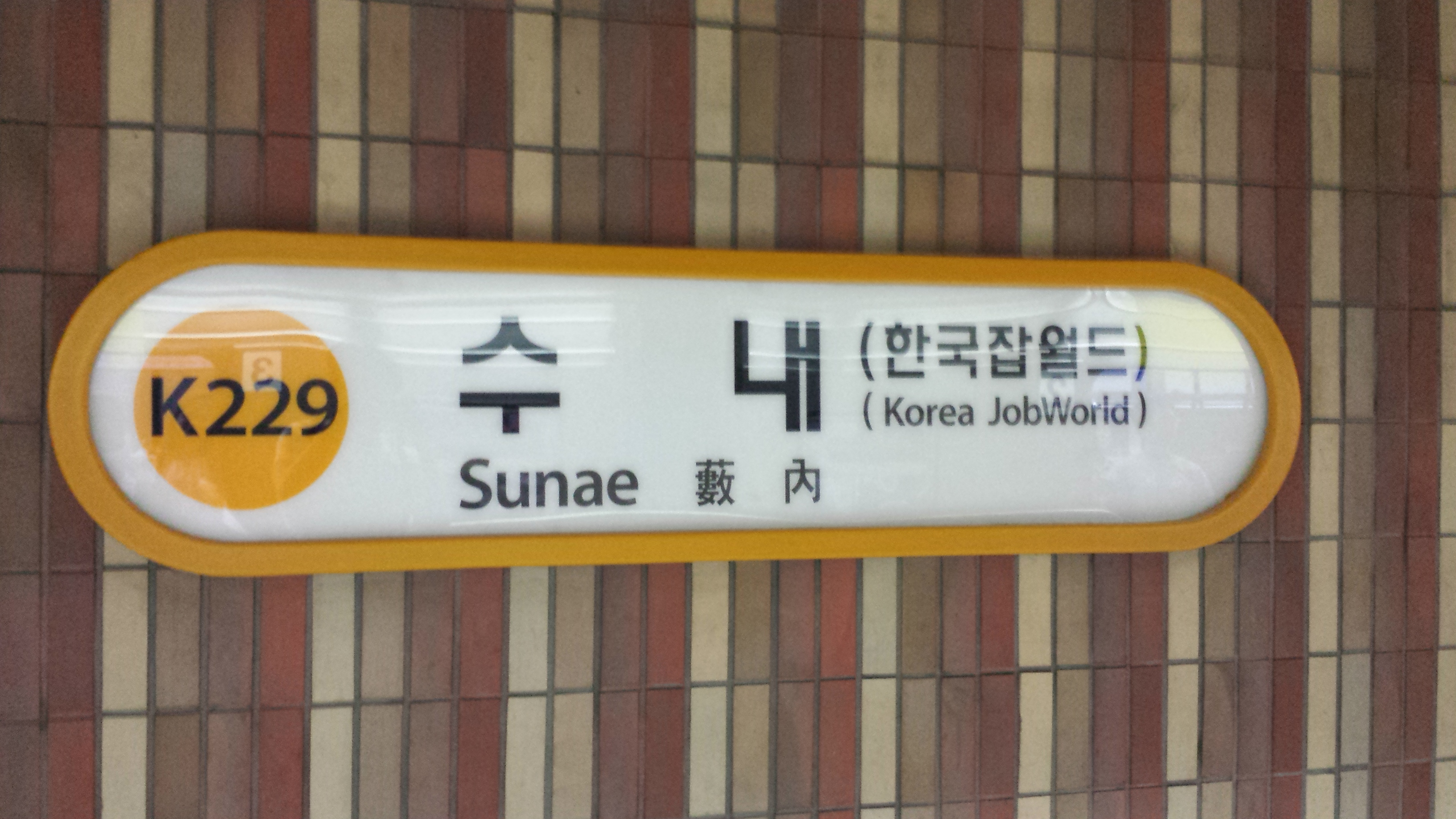
En 2014.
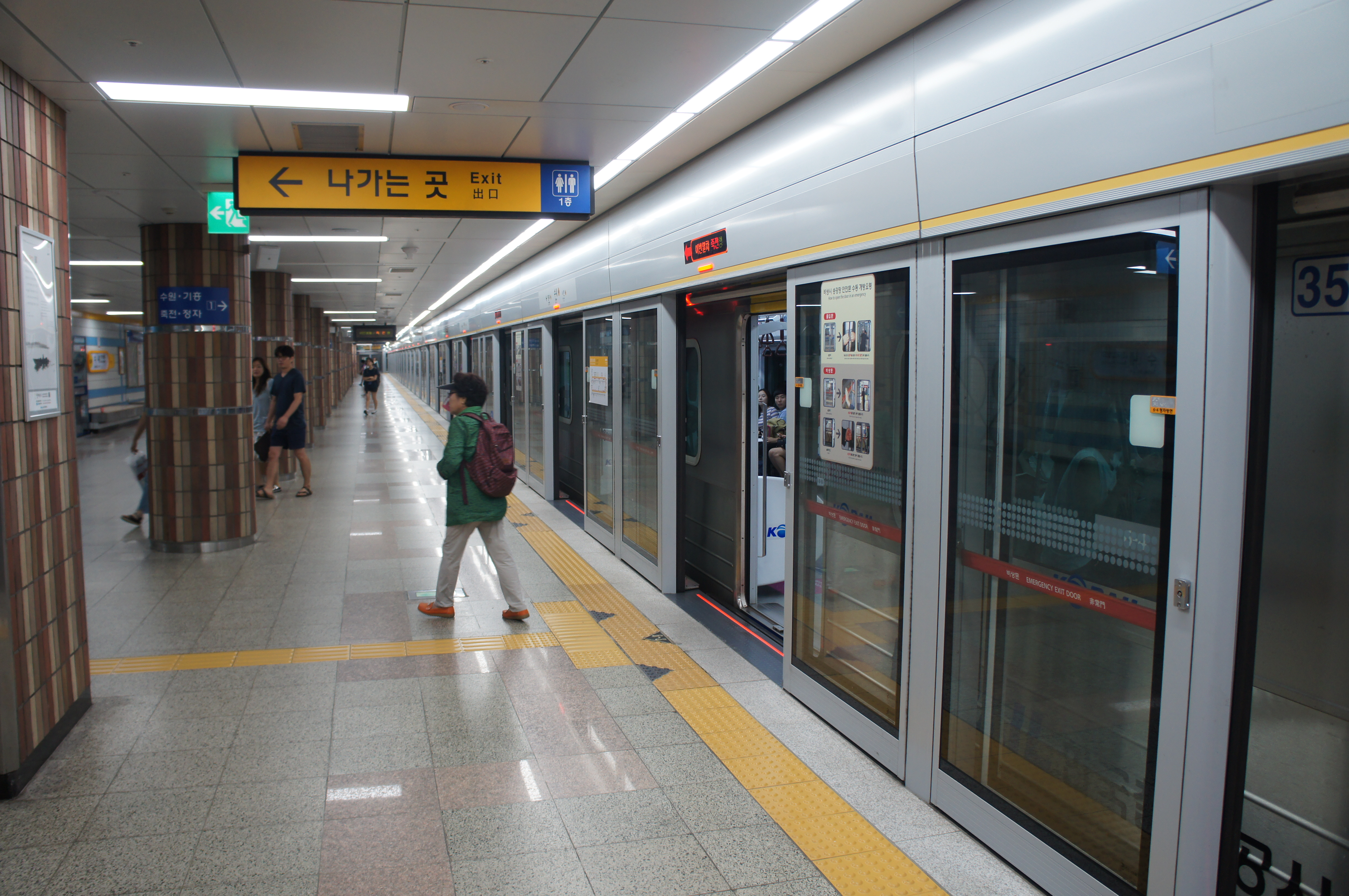
En 2016.

### Intermodalité
Elle dispose à proximité, d'un parking, en sous-sol, pour les véhicules, cinq arrêts desservis par 19 lignes de bus et deux stations de taxis.

## À proximité
Notamment le grand magasin Lotte.